# 布施畑西出入口
布施畑西出入口（ふせはたにしでいりぐち）は、兵庫県神戸市西区の阪神高速道路7号北神戸線の出入口。伊川谷方面のみ接続するハーフICである。
2024年（令和6年）9月3日より入口料金所がETC専用になっている。

## 道路

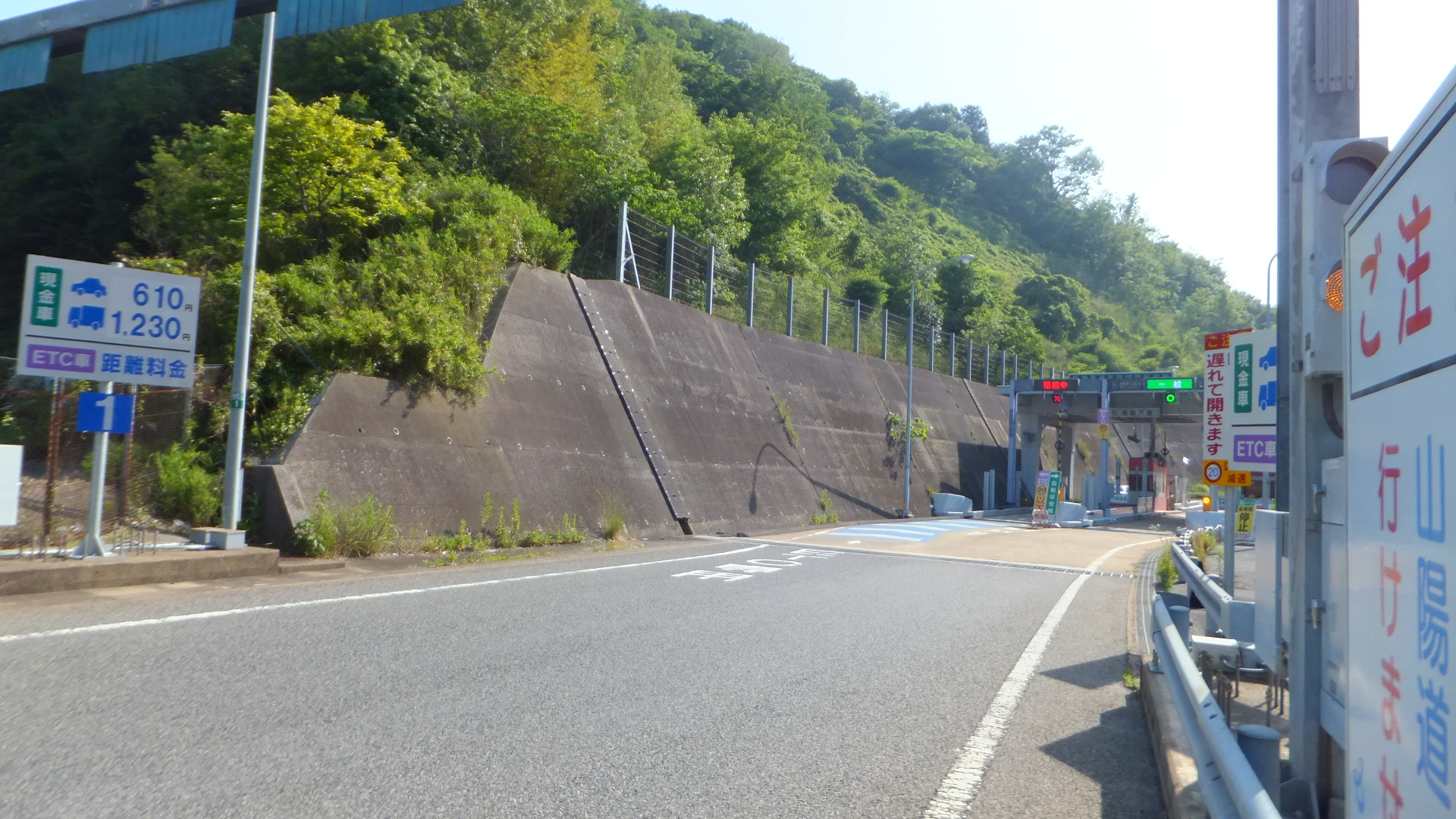
布施畑西入口

- 阪神高速7号北神戸線(7-05)

## 接続する道路
- 兵庫県道65号神戸加古川姫路線（入口）
- 兵庫県道16号明石神戸宝塚線（出口）

## 料金所

### 布施畑西料金所
- ブース数：2
  - ETC専用：1
  - サポート：1

## 周辺
- 神戸流通センター（神戸流通業務団地）
- 神戸総合運動公園
  - 神戸総合運動公園野球場（ほっともっとフィールド神戸）
  - ユニバー記念競技場
  - 神戸市営地下鉄西神・山手線総合運動公園駅
- 太山寺

## 隣
阪神高速7号北神戸線
(7-04)前開出入口 - 布施畑JCT - (7-05)布施畑西出入口 - (7-06)布施畑東出入口